# João Pinheiro Chagas

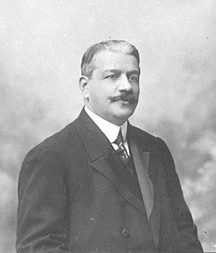
João Pinheiro Chagas

João Pinheiro Chagas (* 1. September 1863 in Rio de Janeiro; † 28. Mai 1925 in Estoril) war ein portugiesischer Journalist, Diplomat und Politiker der Portugiesisch Republikanischen Partei aus der Endphase der portugiesischen Monarchie und der ersten Republik. Er war im Jahr 1911 für zwei Monate portugiesischer Ministerpräsident und Außenminister Portugals.

## Leben
Chagas wurde als Kind portugiesischer Eltern im brasilianischen Rio de Janeiro geboren. Kurze Zeit nach seiner Geburt kehrte seine Familie nach Portugal zurück.
Seit 1887 schwelte zwischen Portugal und Großbritannien ein Streit um sich widersprechende Kolnialansprüche im südlichen Afrika (vgl. britisch-portugiesische Kolonialkrise). Auf dem Höhepunkt der Krise 1890 musste die königlich-portugiesische Regierung nach einem britischen Ultimatum auf alle Ansprüche verzichten. Die dabei zu Tage tretende offensichtliche Schwäche Portugals und seiner Regierung und damit auch der portugiesischen Monarchie machte Chargas zu einem glühenden Republikaner, er trat der Republikanischen Partei bei.
Während der Monarchie arbeitete Chargas vor allem als Journalist, schrieb für die Zeitungen O Primeiro de Janeiro, Tempo, Correio da Manhã  und O Dia, später gründete er die Zeitung República Portuguesa und war Herausgeber der Zeitung O País.
Als die Republikaner zwischen 1906 und 1908 besonders scharfer Verfolgung ausgesetzt waren, war er einer der schärfsten Gegner der autoritären Regierung des João Franco. Er wurde nach Angola verbannt, konnte aber nach Brasilien fliehen.
Nach Abschaffung der Monarchie am 5. Oktober 1910 geht er als Gesandter an die Botschaft seines Landes nach Paris. Nach dem Fall der Monarchie hatte in Portugal zunächst eine provisorische Regierung unter Teófilo Braga die Macht übernommen, Braga führte dabei sowohl die Funktionen eines Staatsoberhauptes als auch die eines Regierungschefs aus. Er organisierte Wahlen für eine Verfassungsgebende Versammlung, diese erarbeitete eine republikanische Verfassung, die 1911 verabschiedet wurde. Die Verfassung sah ein Zweikammerparlament vor und eine parlamentarische Regierung sowie einen vom Parlament gewählten Präsidenten. Mit der Verabschiedung der Verfassung endete die Amtsperiode der provisorischen Regierung, das neugewählte Parlament wählte Chagas zum Ministerpräsidenten, er wurde so am 4. September 1911 erste verfassungsmäßiger Regierungschef der neuen Republik. Die Regierung Chagas hielt nur zwei Monate, bereits am 13. November des gleichen Jahres musste er das Amt an seinen Nachfolger übergeben. Am 17. Mai 1915 wurde er erneut zum Ministerpräsidenten gewählt, trat den Posten jedoch nicht an. Chagas diente daraufhin bis zu seiner Pensionierung im diplomatischen Dienst seines Landes.